# Маростіка
Маростіка (італ. Marostica, вен. Maròstega) — муніципалітет в Італії, у регіоні Венето, провінція Віченца.
Маростіка розташована на відстані близько 440 км на північ від Рима, 65 км на північний захід від Венеції, 24 км на північ від Віченци.

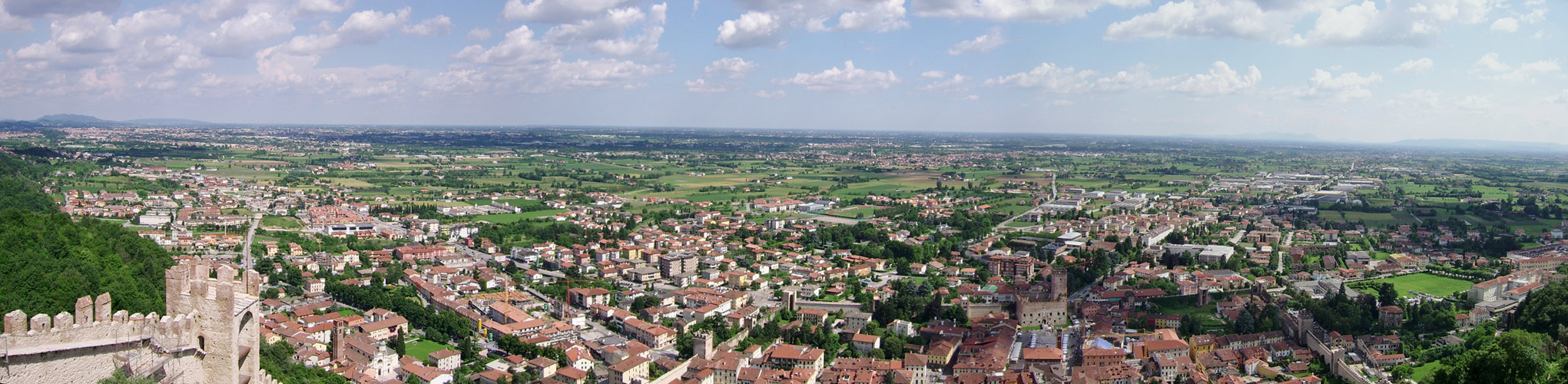

Населення — 13 941 особа (2014).
Покровитель — San Simeone.

## Демографія
Населення за роками:

Станом на 1 січня 2023 року в муніципалітеті офіційно проживало 759 іноземців з 66 країн, серед них 195 громадян країн Євросоюзу та 50 громадян України.

## Уродженці
- Вірджиліо Марозо (*1925 — †1949) — відомий у минулому італійський футболіст, захисник.

## Сусідні муніципалітети
- Бассано-дель-Ґраппа
- Конко
- Лузіана
- Мазон-Вічентіно
- Мольвена
- Нове
- П'янецце
- Сальчедо
- Ск'явон